# Club Deportivo Roquetas
El Club Deportivo Roquetas fue un club de fútbol español, de la ciudad de Roquetas de Mar en la provincia de Almería.

## Historia
El Club Deportivo Roquetas fue fundado en el año 1933 por Francisco Estrella Pomares, quien fue el primer presidente de la entidad rojilla, y por Gabriel Cara Fernández, Jaime Mezquida Hernández y Juan Martín Rivas, vicepresidentes y secretarios generales.
En un principio el equipo se denominó “Sociedad Cultural Deportiva Roquetense” y jugaba sus partidos en un campo de tierra sin vallar llamado Campo ‘La Ñoreta’. La vestimenta inicial del equipo era pantalón azul y camiseta roja y fue registrado en los Estamentos Oficiales como Club, con el número 1.365.
El equipo comenzó jugando en la única división que había, en ese momento, para los jugadores mayores de 18 años. En la década de los setenta pasó a jugar en la Primera Regional, ya con la Federación Andaluza de Fútbol, que estaba recientemente creada, consiguiendo el ascenso a Regional Preferente al término de la temporada 81/82. En esta categoría pasará las campañas 82/83 y 83/84, consiguiendo alcanzar la Tercera División por primera vez en su historia una vez concluida esta última.
El debut en categoría nacional se produce en la temporada 84/85 realizando un campeonato discreto en el que consigue la permanencia, siendo mucho mejor la campaña siguiente 85/86 en la que es sexto y a punto esta de dar la campanada quedando a escasos puntos de las dos primeras plazas. La venta de algunos jugadores sin embargo afecta a la plantilla y en la temporada 86/87 retroceden al undécimo puesto, perdiendo la categoría en la 87/88 en un torneo en que llega a la última jornada necesitado de un punto y no lo consigue al perder por 1-2 en casa. Este accidente deportivo les mantendrá seis largas temporadas en Preferente hasta que por fin al término de la campaña 92/93 consigan regresar a Tercera División. El C.D. Roquetas inicia esta segunda etapa con parámetros muy similares a su anterior presencia, obteniendo clasificaciones en torno a la zona media de la tabla y pasando incluso por algunos apuros para mantenerse como en el caso de las sesiones 97/98 y 98/99 ambas saldadas con un decimoquinto puesto. En 1998 inaugura el Estadio Municipal de Los Bajos, dotado con pista de atletismo.
Con el comienzo del nuevo siglo la localidad sigue creciendo y el turismo se convierte en la principal fuente de ingresos, siendo el sector de la construcción el gran motor de la zona. Esta actividad repercute en la entidad rojilla y tras un inicio no muy espectacular en la que parece abonado al undécimo puesto, la entrada de nuevos directivos y sobre todo de un fuerte desembolso económico hace que el C.D. Roquetas pase a aspirar al ascenso en poco tiempo. En la campaña 04/05 el club es tercero en Liga y accede a la Promoción, consiguiendo eliminar al Albacete Balompié B; 1-1 en casa y 1-3 tras prórroga en el Carlos Belmonte, pero en la Final se topa con el Mérida U.D. ante el cual cae derrotado en casa por 1-3 y siendo baldío el esfuerzo de la visita pese a la victoria por 0-1.
En el año 2005 y con motivo de los Juegos del Mediterráneo a disputar en Almería, la localidad de Roquetas de Mar es designada subsede y es edificado un nuevo estadio con más capacidad y comodidades que el anterior, inaugurándose el 15 de junio bajo el nombre de Estadio Municipal Antonio Peroles. Deportivamente la temporada no acompaña y pese a perder pocos partidos el conjunto almeriense no consigue promocionar. Diferente será la campaña 06/07, puesto que la directiva ya mentalizada en pos del ascenso refuerza todos los huecos existentes en su plantilla, logrando ser subcampeones a escasos dos puntos del líder Granada Atlético. Su segunda comparecencia en la Promoción sin embargo se salda con una eliminación a primeras de cambio ante el C.D. San Fernando; 1-0 en la madrileña San Fernando de Henares y 0-0 en casa. Será por fin en la temporada 07/08 cuando se consiga el deseado ascenso tras ser brillantemente Campeón de Liga y eliminar en la Promoción al Catarroja C.F.; 2-0 en la localidad valenciana y 2-0 con victoria en los penaltis, y al C.D. Teruel en la Final; 1-2 en la capital aragonesa y 1-1 en casa.
El estreno en la categoría de bronce se resuelve con éxito y la entidad almeriense que dirige Gabriel Ramón Florit ocupa la duodécima plaza tras un meritorio campeonato 08/09, siendo decimosexta con muchos más problemas de los previstos en la campaña 09/10, un puesto que le obliga a defender su plaza en la categoría disputando la Promoción de Permanencia frente al C.D. Toledo; 1-0 en casa y 1-1 en la ciudad imperial con tanto a favor en el último minuto del encuentro.
Muy distinta resulta la temporada 10/11 con un grupo humano muy unido donde casi todos sus jugadores son capaces de marcar y donde la cohesión le permite acceder al séptimo puesto cuando con un poco más de fortuna rematadora se hubieran podido lograr más altas cotas.
Alejada de la realidad económica que vive el momento actual y de la deuda que se arrastra de temporadas anteriores, en la campaña 2011/2012 la Dirección Deportiva del Club configura una plantilla que vive como en el mes de octubre, apenas transcurridos tres meses de inicio de los entrenamientos, el club no puede hacer frente a lo acordado con los técnicos y jugadores. Se negocia con jugadores su salida del Club y se traen nuevos jugadores que, aunque con remuneraciones más bajas, tampoco el club puede cumplir con lo acordado.
El desastre era inminente: el primer equipo desciende a tercera división al quedar en la decimoséptima posición al final de liga. El club no hace frente a las deudas contraídas con los jugadores; estos denuncian ante AFE, el presidente y su junta dimiten, se convocan elecciones.... no se presenta candidatura alguna y el equipo desciende, por impagos, de tercera división a primera división andaluza.
Con este panorama el Club estaba abocado a su desparición. Es la Federación Almeriense de Fútbol la que nombra una gestora para que esto no ocurra. La gestora inicia su planificación para intentar que la nave rojilla no se vaya a pique: es demasiada la deuda que arrastra el club en la actualidad heredada de la etapa del primer equipo en la que se profesionalizó a parte de la plantilla.
En el año 2016 , el equipo acuerda la fusión con el Ciudad de Roquetas y la AD Las Marinas , aunque mantendrían los nombres y escudos de sus respectivos equipos. Para el año 2018 , se crea el equipo sénior UD Ciudad de Roquetas, que comienza a competir en la temporada 2018/19 en Segunda Andaluza, poniendo punto final a cualquier atisbo que quedase del CD Roquetas.

## Uniforme
- Uniforme titular: Camiseta roja, pantalón azul y medias rojas.
- Uniforme suplente: Camiseta blanca y dorada, pantalón y medias blancos.
- Uniforme alternativo: Camiseta rosa y negra, pantalón y medias negros.

## Estadio
El CD Roquetas juega sus partidos en el Estadio Municipal Antonio Peroles con capacidad para 9000 personas, construido e inaugurado en 2005 con motivo de los XV Juegos Mediterráneos celebrados en Almería en el año 2005.
Anteriormente, el año de su fundación, jugaba en el Campo "La Ñoreta". Después pasó al Campo "La Algaida" y hasta la temporada 2004/05, disputaba sus partidos como local en el Estadio Municipal Los Bajos.

## Datos del club
- Temporadas en 1ª: 0
- Temporadas en 2ª: 0
- Temporadas en 2ªB: 4 (con la temporada 2011/12)
- Temporadas en 3ª: 26
- Mejor puesto histórico:
  - En Tercera División: 1.º, temporada 2007-08
  - En Segunda División B: 7.º, temporada 2010-11

## Entrenadores
Por el CD Roquetas han pasado multitud de entrenadores como Antonio Martínez López (más conocido como Antonio Peroles), Francisco González, Chavito o Juan Ojeda, y más recientes como Pepe Navarro, Pedro López, José Luis Garre, Paco Flores, David Navarro y uno de los más significativos de la historia del club como es Gabriel Ramón Florit. Más tarde entrenarían al Roquetas Pepe Callejón y José Manuel Rodríguez Ortega (más conocido como Ortega).
El último entrenador en la historia del club fue Israel Polo hijo del mítico futbolista Salustiano Polo.

## Palmarés

### Torneos nacionales
- Tercera División de España (1): 2008

### Torneos regionales
- Fase autonómica Copa Federación de Andalucía Oriental: (1) 2009-10

### Torneos amistosos
- Trofeo Villa de Roquetas (2): 2007,[4] 2011
- Trofeo Agroponiente (1): 2009